# Lupentiuskirche
Lupentiuskirchen sind Sakralbauten, die das Patrozinium des Märtyrers Lupentius († um 587; französisch Saint-Louvent, selten auch Saint-Lupien) tragen. Sie finden sich vor allem in der französischen Region Grand Est, wo Lupentius sein Martyrium erlitten haben soll.

## Liste von Lupentiuskirchen
- St-Benigne-St-Louvent in Baudrecourt, Département Haute-Marne
- St-Louvent (Andelot) in Andelot-Blancheville, Département Haute-Marne
- St-Louvent (Attancourt) in Attancourt, Département Haute-Marne
- St-Louvent (Blaise-sous-Arzillières) in Blaise-sous-Arzillières, Département Marne
- St-Louvent (Brousseval) in Brousseval, Département Haute-Marne
- St-Louvent (Chancenay) in Chancenay, Département Haute-Marne
- St-Louvent (Chaumesnil) in Chaumesnil, Département Aube
- St-Louvent (Cloyes-sur-Marne) in Cloyes-sur-Marne, Département Marne
- St-Louvent (Colombé-la-Fosse) in Colombé-la-Fosse, Département Aube
- St-Louvent (Doulevant-le-Château) in Doulevant-le-Château, Département Haute-Marne
- St-Louvent (Doulevant-le-Petit) in Doulevant-le-Petit, Département Haute-Marne
- St-Louvent (Frignicourt) in Frignicourt, Département Marne
- St-Louvent (Hauteville) in Hauteville, Département Marne
- St-Louvent (Longchamp) in Longchamp, Département Haute-Marne
- St-Louvent (Pocancy) in Pocancy, Département Marne
- St-Louvent (Rembercourt-aux-Pots) in Rembercourt-Sommaisne, Département Meuse
- St-Louvent (Vauclerc) in Vauclerc, Département Marne
- St-Lupien (Saint-Lupien) in Saint-Lupien, Département Aube